# Sierra de Illón y Foz de Burgui
Sierra de Illón y Foz de Burgui este o arie protejată (arie specială de conservare — SAC, sit de importanță comunitară — SCI) din Spania întinsă pe o suprafață de 4.700,76 ha, integral pe uscat.

## Localizare
Centrul sitului Sierra de Illón y Foz de Burgui este situat la coordonatele 42°42′01″N 1°05′02″W / 42.7003°N 1.084°V.

## Înființare
Situl Sierra de Illón y Foz de Burgui a fost declarat sit de importanță comunitară în martie 1999 pentru a proteja 1 specie de plante și 30 de specii de animale. Situl a fost protejat și ca arie specială de conservare în iulie 2014.

## Biodiversitate
Situată în ecoregiunea mediteraneană, aria protejată conține 19 habitate naturale: Păduri de Quercus ilex și Quercus rotundifolia, Grohotișuri termofile și vest-mediteraneene, Pante stâncoase calcaroase cu vegetație casmofită, Păduri iberice de Quercus faginea și Quercus canariensis, Păduri de fag acidofile atlantice, cu subarboret de Ilex și, uneori, de asemenea, Taxus, la nivelul arbuștilor (Quercion robori-petraeae sau Ilici-Fagenion), Pajiști uscate seminaturale și facies de acoperire cu tufișuri pe substraturi calcaroase (Festuco-Brometalia) (* situri importante pentru orhidee), Lacuri eutrofice naturale cu vegetație de tip Magnopotamion sau Hydrocharition, Pajiști umede atlantice temperate cu Erica ciliaris și Erica tetralix, Izvoare petrifiante cu formare de travertin (Cratoneurion), Păduri pe pante, grohotișuri și ravene de Tilio-Acerion, Păduri aluvionare cu Alnus glutinosa și Fraxinus excelsior (Alno-Padion, Alnion incanae, Salicion albae), Matorral arborescenți cu Juniperus spp., Peșteri inaccesibile publicului, Păduri endemice cu Juniperus spp., Formațiuni stabile xerotermofile de Buxus sempervirens pe pante stâncoase (Berberidion p.p.), Păduri de fag din Europa Centrală dezvoltate pe sol calcaros cu Cephalanthero-Fagion, Râuri de munte și vegetația lor lemnoasă cu Salix elaeagnos, Lande oro-mediteraneene cu formațiuni endemice de grozamă, Păduri de stejar galițio-portugheze cu Quercus robur și Quercus pyrenaica.
La baza desemnării sitului se află mai multe specii protejate:
- plante (1): Narcissus asturiensis
- păsări (22): uliu porumbar (Accipiter gentilis), pescăruș albastru (Alcedo atthis), fâsă-de-câmp (Anthus campestris), acvilă de munte (Aquila chrysaetos), buha (Bubo bubo), caprimulg (Caprimulgus europaeus), șerpar (Circaetus gallicus), erete vânăt (Circus cyaneus), ciocănitoare neagră (Dryocopus martius), presură de grădină (Emberiza hortulana), șoim călător (Falco peregrinus), zăgan (Gypaetus barbatus), vulturul pleșuv sur (Gyps fulvus), acvilă pitică (Hieraaetus pennatus), sfrâncioc roșiatic (Lanius collurio), ciocârlie de pădure (Lullula arborea), gaia neagră (Milvus migrans), gaia roșie (Milvus milvus), vultur egiptean (Neophron percnopterus), viespar (Pernis apivorus), Pyrrhocorax pyrrhocorax, silvie de tufiș (Sylvia undata)
- mamifere (2): liliacul mare cu potcoavă (Rhinolophus ferrumequinum), liliacul mic cu potcoavă (Rhinolophus hipposideros)
- nevertebrate (5): fluturele de noapte (Eriogaster catax), fluturele auriu (Euphydryas aurinia), Graellsia isabellae, rădașcă (Lucanus cervus), Rosalia alpina
- pești (1): Parachondrostoma miegii

Pe lângă speciile protejate, pe teritoriul sitului au mai fost identificate 1 specie de plante, 5 specii de amfibieni, 2 specii de pești, 1 specie de reptile.